# فرودگاه بین‌المللی ماپوتو
فرودگاه بین‌المللی ماپوتو (به انگلیسی: Maputo International Airport) یک فرودگاه همگانی با کد یاتا MPM است که یک باند فرود آسفالت دارد و طول باند آن ۳۶۶۰ متر است. این فرودگاه در شهر ماپوتو کشور موزامبیک قرار دارد و در ارتفاع ۴۴ متری از سطح دریا واقع شده‌است.

## شرکت‌های هواپیمایی و مقصدهای پروازی

### مسافری

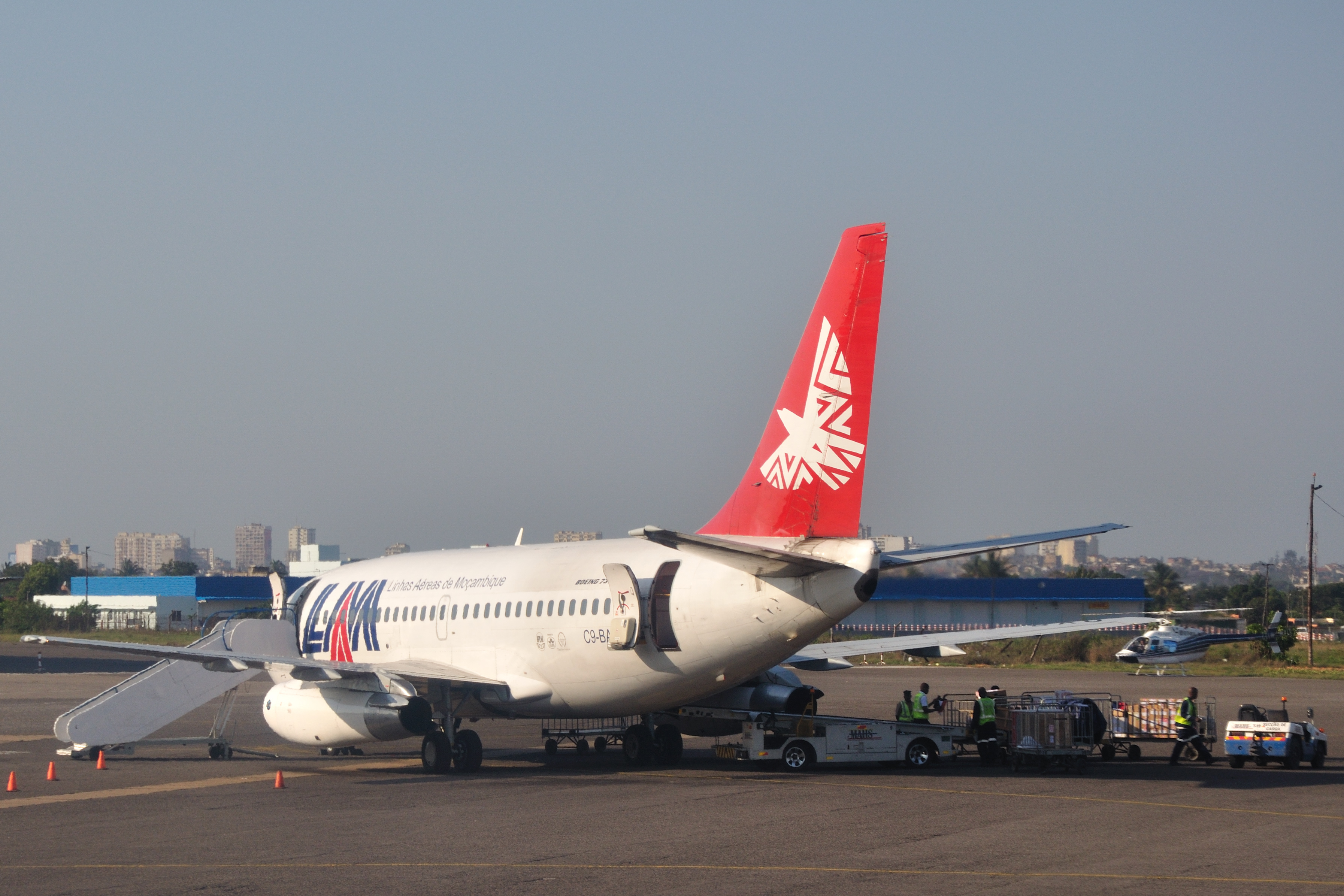
LAM Mozambique Airlines Boeing 737-200 ground handling at Maputo Airport

| شرکت‌های هواپیمایی       | مقصدهای پروازی                                                                                    |
| ----------------------- | ------------------------------------------------------------------------------------------------- |
| ایرلینک                 | کینگ شاکا                                                                                         |
| هواپیمایی اتیوپی        | بوول                                                                                              |
| کنیا ایرویز             | جومو کنیاتا                                                                                       |
| LAM Mozambique Airlines | بیرا، Chimoio، اینهامبانه، Lichinga، ناکالا، ناموپلا، پمبا، موزامبیک، کوئلیمین، چینگوزی، ویلنکولو |
| LAM Mozambique Airlines | ژولیوس نیرر، حراره، اولیور تامبو، کواترو دو فرویرو، جومو کنیاتا                                   |
| موزامبیک اکسپرسو        | بیرا، چینگوزی                                                                                     |
| هواپیمایی قطر           | حمد                                                                                               |
| هواپیمایی آفریقای جنوبی | اولیور تامبو                                                                                      |
| تاگ آنگولا ایرلاینز     | کواترو دو فرویرو                                                                                  |
| تاپ پرتغال              | لیسبون پورتلا                                                                                     |
| ترکیش ایرلاینز          | آتاترک                                                                                            |

### باری
| شرکت‌های هواپیمایی       | مقصدهای پروازی      |
| ----------------------- | ------------------- |
| LAM Mozambique Airlines | بیرا                |
| هواپیمایی آفریقای جنوبی | حراره، اولیور تامبو |
| Westair Aviation        | اروس                |